# Chromebook
Chromebook es un ordenador personal que trabaja con el sistema operativo Google Chrome OS. Los dispositivos son distintos de las computadoras personales, que tienden a ser una combinación entre el cliente en la nube puro y los portátiles tradicionales. Los primeros dispositivos que se lanzaron a la venta con este sistema operativo fueron de la mano de Acer y Samsung, anunciados oficialmente durante el congreso de desarrolladores Google I/O en mayo de 2011 y empezando a comercializarse a partir del 15 de junio de 2011.

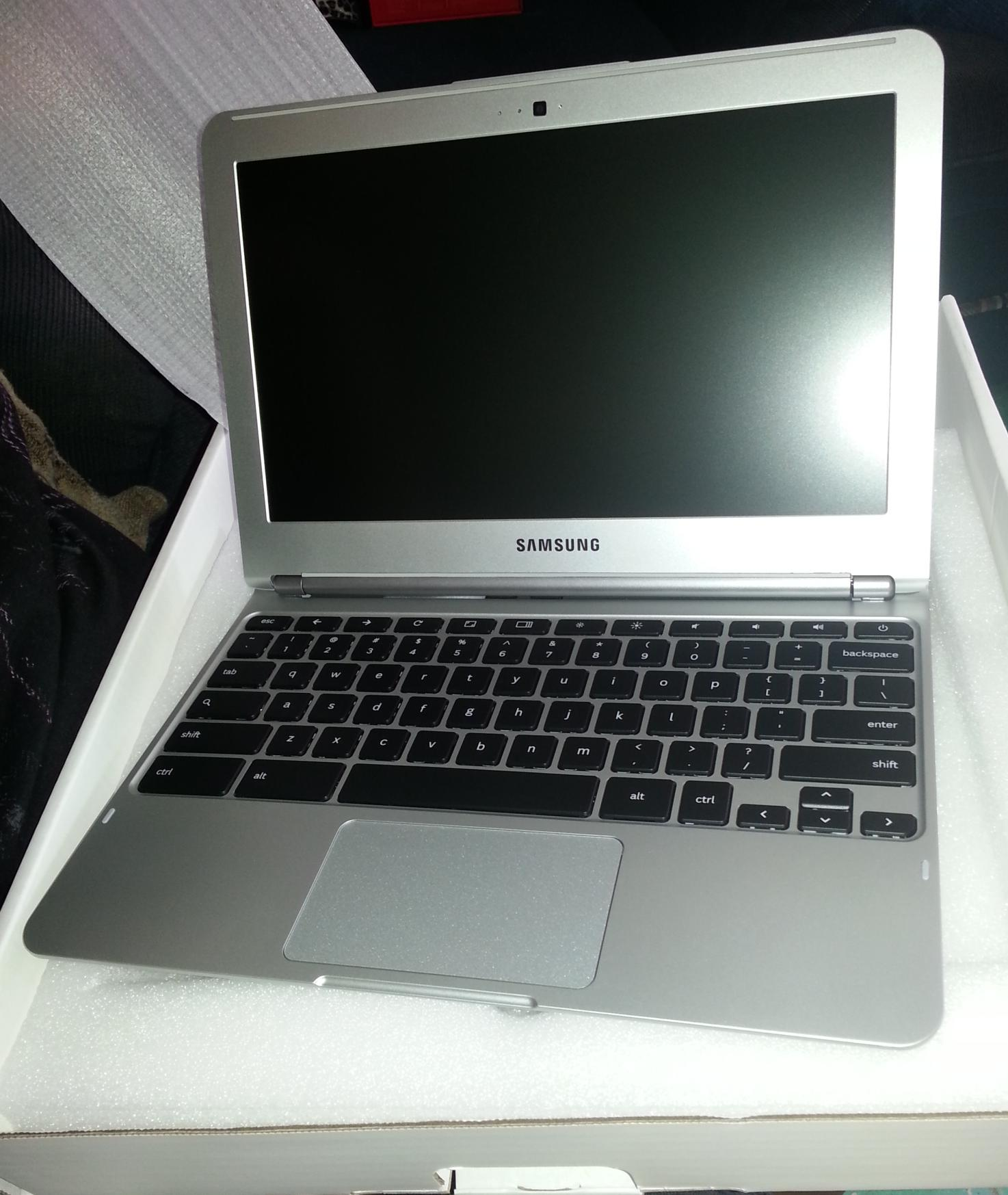
El Chromebook Serie 3 de Samsung.

## Diseño
Los Chromebooks se comercializan con el sistema operativo Google Chrome OS, que utiliza el núcleo Linux y el navegador web Chrome y con un reproductor de medios integrado. Su tiempo de arranque promete ser de 6 segundos y todos los contenidos, ya sean juegos, programas o documentos personales se sincronizan con el servidor, siempre que se disponga de conexión, ya sea 3G o Wi-Fi, pudiendo acceder a toda la información desde cualquier punto o dispositivo compatible. Por otro lado, el diseño del Chromebook está pensado para que se actualice solo, sin que el usuario tenga que realizar actualizaciones manualmente.
Al estar basado puramente en la nube, su capacidad fuera de línea es limitada. En lugar de que el usuario tenga que instalar software de la forma tradicional, los Chromebooks funcionan con aplicaciones que se pueden descargar desde el Chrome Web Store o Google Play, ya sean gratuitas o de pago. Según Google, afirma que gracias a la arquitectura multicapa, elimina la necesidad de tener ningún tipo de software antivirus, aun así, se puede ser infectado con virus y malware por aplicaciones descargadas de Google Play. El sistema soporta dispositivos USB tales como web cam, ratones, teclados externos, así como memorias flash con un funcionamiento muy similar al plug and play de otros sistemas operativos. 
Al estar enfocado en la navegación web, el teclado del Chromebook incluye varias teclas específicas para mejorar la experiencia en línea.
El Chromebook requiere poseer una cuenta de Gmail, que es la que se usará para acceder al portátil y mediante la cual se realizarán todas las actualizaciones, además de mantener abiertas las cuentas relacionadas de Google como YouTube, Google Maps y otros servicios de la compañía del mismo modo que ocurre con el sistema operativo Android que Google lanzó para teléfonos inteligentes.

## Características
- Los Chromebooks prometen iniciar más rápido y son compatibles con los estándares web actuales.
- Integra funciones WI-FI Y 3G/4G.
- Las aplicaciones, los documentos y la configuración de cada usuario se almacenan en la nube, mientras que las Descargas se almacenan de forma local.
- Tiene integrado el acceso a Google Drive, Google Docs, Google Slides, Google Sheets y otras.
- En estado Beta, Chromebook pueden ejecutar herramientas, editores e IDEs de Linux.[11]
- Incluye un Modo de invitado para usar el dispositivo de forma privada.
- El dispositivo se actualiza de manera automática.
- Posee funciones de seguridad integradas.[12]
- Para desarrolladores de aplicaciones el Chromebook tiene una máquina virtual de Linux, que puede ser habilitada desde Configuración > Desarrolladores > Habilitar entorno de desarrollo de Linux.

## Problemas encontrados
- No se puede acceder a una segunda pantalla, o si[13] Google prometió que arreglaría este error en futuras actualizaciones de software.

- Un error de Google en una letra bloquea todos los Chromebook, los usuarios que intentaban iniciar sesión, eran expulsados.[14]
- Varios usuarios se quejan de no poder colocar Bloqueo de mayúsculas, en Google lanzó un anuncio[15] explicando la solución.
- Aunque Google promete un arranque de 6 segundos en los Chromebook, no siempre logra ese tiempo de arranque prometido.
- Las actualizaciones de Chromebook a veces producen bloqueos y errores en el dispositivo.[16]
- Desde 2020, no puedes usar las aplicaciones de la suite de Office, tales como Word o Powerpoint, sin conexión a Internet en un Chromebook, pero si se puede usar Office.com (Actualmente Microsoft365) con conexión a internet.[17]
- Al funcionar el Chromebook a partir de Google Chrome, si el navegador se para o hace "crash" el sistema operativo también lo hace, Esto se puede probar poniendo en la barra de búsqueda del navegador "chrome://inducebrowsercrashforrealz" que hace que el navegador haga crash y se cierre.
- No se pueden correr archivos .exe u otros archivos ejecutables de otros sistemas operativos en el Chromebook fuera de los archivos .deb en la máquina virtual de Linux que trae el mismo.

## Secretos
- Al presionar Ctrl + Alt + Mayús + Tecla R. Hará que la ventana que este actualmente abierta haga un giro de 360.º grados y regrese a su posición original

## Modelos
Google al inicio desarrolló un prototipo conocido como Cr-48, sin llegarse a comercializar. Los primeros que llegaron a los mercados, fueron los modelos muy similares al prototipo de Google, lanzados por Samsung y Acer. Ambas salieron con la opción de ser adquiridas tanto Wi-Fi y/o 3G, además de una webcam de alta definición y dos puertos USB 2.0. 
| Fabricante | Modelo            | Lanzamiento       | Procesador                           | RAM    | Disco duro              | Tamaño de pantalla | Autonomía | Peso             |
| ---------- | ----------------- | ----------------- | ------------------------------------ | ------ | ----------------------- | ------------------ | --------- | ---------------- |
| Google     | Cr-48 (prototipo) | diciembre de 2010 | 1.66 GHz Intel Atom single-core N455 | 2 GB   | 6 GB                    | 12.1" en 30.7 cm   | -         | 1.7 kg           |
| Samsung    | Serie 5           | junio de 2011     | 1.66 GHz Intel Atom dual-core N570   | 2 GB   | 8 GB                    | 12.1" en 30.7 cm   | 3 horas   | 1.38 kg          |
| Acer       | AC 700            | julio de 2011     | 1.66 GHz Intel Atom dual-core N570   | 2 GB   | 8 GB                    | 11.6" en 29.5 cm   | 2 horas   | 1.45 kg          |
| Samsung    | Serie 5 550       | mayo de 2012      | 1.3 GHz Intel Celeron dual-core 867  | 4 GB   | 8 GB                    | 12.1" en 30.7 cm   | 2 horas   | 1.48 kg          |
| HP         | Chromebook 14     | enero del 2014    | Celeron 2955U (2M Caché, 1.40 GHz)   | 2-4 GB | 16 GB Solid State Drive | 14" (35.6 cm)      | 9.5 horas | 4.07 lb (1.8 kg) |